# Carausius globosus
Carausius globosus är en insektsart som beskrevs av Brunner von Wattenwyl 1907. Carausius globosus ingår i släktet Carausius och familjen Phasmatidae. Inga underarter finns listade.